# The Old Library

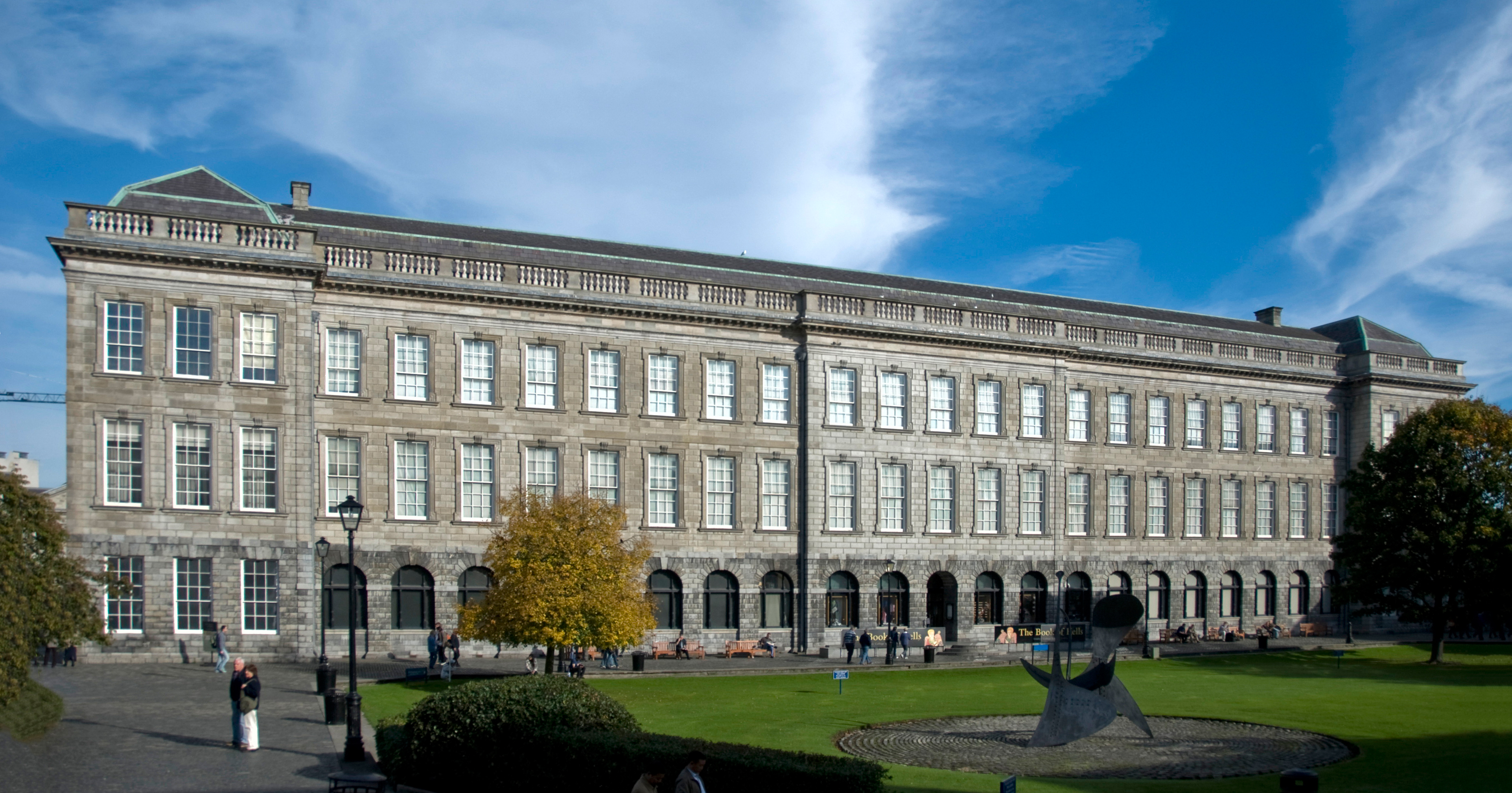
The Old Library épülete

A dublini The Old Library (a. m. a régi könyvtár) a Trinity College Library egyik épülete. Itt őrzik a világ legszebb könyvei közé sorolható középkori ír kódexek legértékesebb példányait.

## Látnivalók
- A Kellsi kódex (Book of Kells, írül: Leabhar Cheanannais). A kódexet i. sz. 800 körül készítették a Szt. Columban ionai kolostorához tartozó szerzetesek. Az evangéliumokat tartalmazó könyv. Az ír nemzeti örökség egyik legjelentősebb nyelvi emléke, a korai ír könyvfestészet legkiemelkedőbb darabjaként tartják számon. A 680 oldalas, latin nyelvű kézirat a Vulgata alapján készült. Két kiemelt oldala „Madonna a gyermekkel”, és „A négy evangélista szimbóluma”.
- A 7. századi Book of Durrow (Durrow-i Könyv).
- A 807 körül készített Book of Armagh (Armagh-i Könyv).

A könyvtár ma több mint 3 millió kötetet tartalmaz. A nagyteremben őrzik Írország legrégebbi épen maradt hárfáját, a 14-15, században készített Brian Boru-hárfát és az 1916-os forradalom kezdetén felolvasott függetlenségi kiáltvány egy példányát.
A téren, ahova a kiállítás bejárata nyílik az 1967-ben Paul Koralek által épített új Berkeley könyvtár áll, nevét a 17–18. század fordulóján élt George Berkeleyről, az ír filozófia leismertebb képviselőjéről kapta, aki Amerikában a Pennsylvaniai Egyetem létrehozásán is bábáskodott.